# Isola di Sant'Andrea (Gallipoli)
L'isola di Sant'Andrea è una piccola isola del Mar Ionio che appartiene amministrativamente al comune di Gallipoli, in provincia di Lecce, nel Salento.

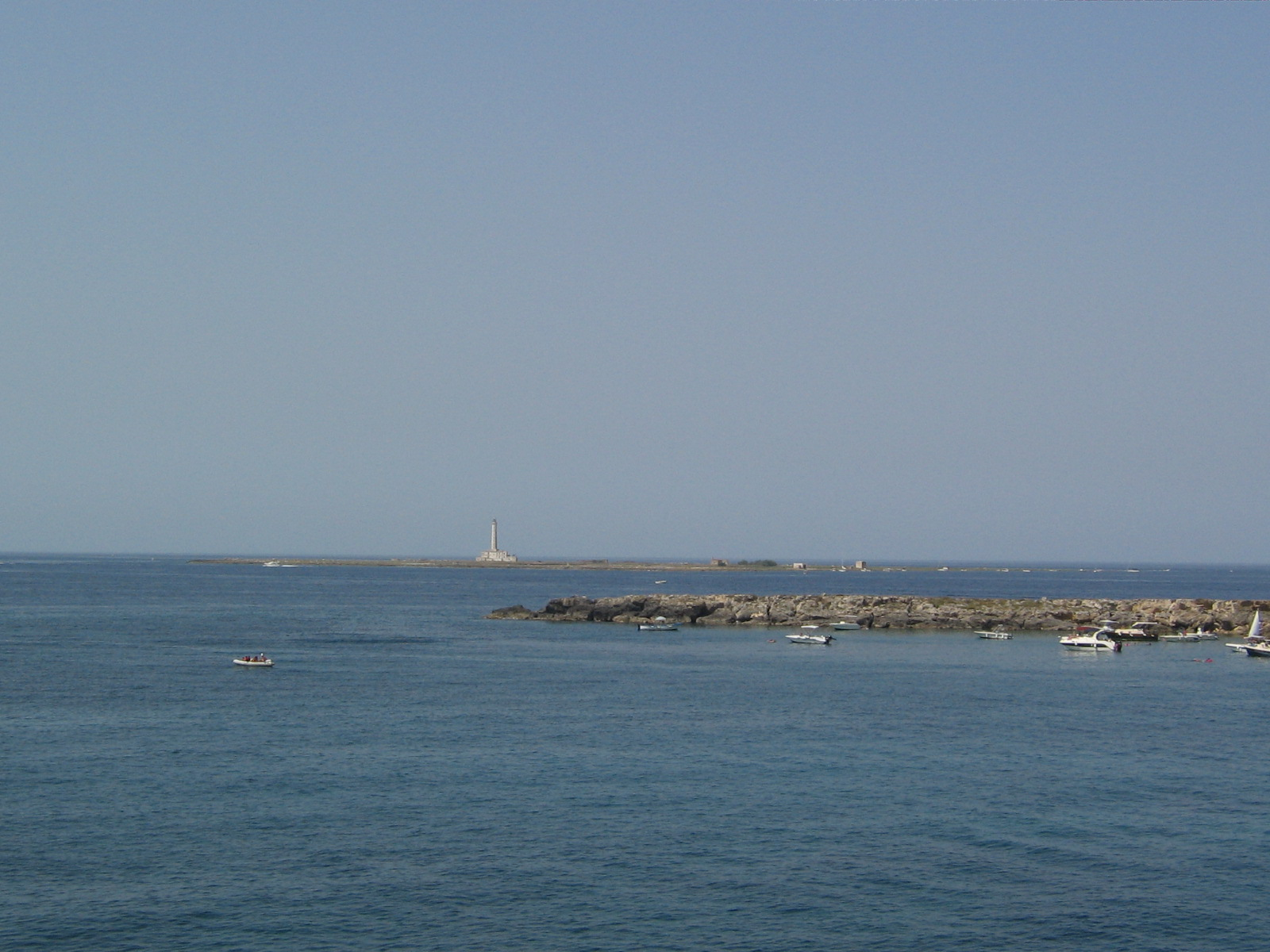

## Geografia
L'isola di Sant'Andrea si estende per circa 50 ettari e dista poco più di un miglio dal centro storico della cittadina salentina di Gallipoli. È completamente pianeggiante e la sua altezza massima non supera i tre metri. Questa caratteristica porta l'isola a essere spazzata dai marosi in caso di forte vento e la rende poco adatta a ospitare una ricca vegetazione. 

### Flora e fauna

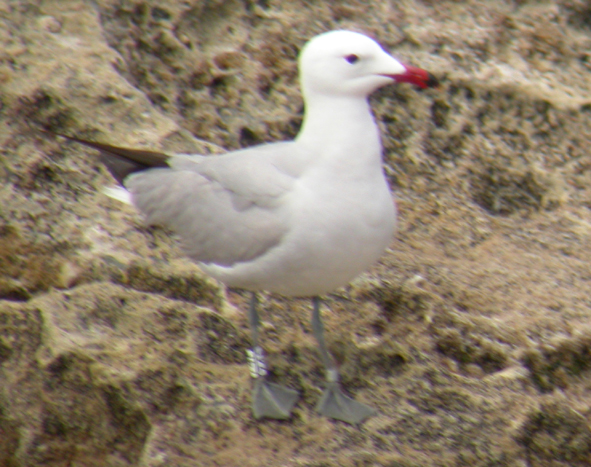
Gabbiano corso

L'isola rappresenta un patrimonio unico dal punto di vista naturalistico: costituisce, infatti, l'unico sito di nidificazione nel versante ionico e adriatico d'Italia della specie di gabbiano corso. Collocata al centro di un'area marina interessata da habitat particolarmente sensibili, come la prateria di posidonia, l'isola è inoltre tappa dei percorsi migratori dell'avifauna e luogo botanico di elevato valore scientifico, in quanto ospita specie endemiche come lo statice iapigico salentino (limonium japijicum). L'isola è stata riconosciuta dalla direttiva CEE detta «Rete natura 2000» quale habitat naturale di importanza comunitaria, è stata individuata come area naturale protetta dalla legge regionale della Puglia n.19 del 24 luglio 1997.
Sul versante settentrionale è presente una zona paludosa ricca di giunco, che per evitare diventasse fonte di malaria venne collegata al mare con l'apertura di due brevi canali sulla costa.

## Storia
Chiamata in antichità Achtotus (terra arida), prese il nome di Sant'Andrea quando i Bizantini vi costruirono una cappella dedicata al santo.
In passato l'isola era usata dagli abitanti di Gallipoli per pascolare le greggi, che venivano trasportate tramite imbarcazioni. Ciò era possibile per la presenza di una fonte di acqua dolce a nord dell'isola. 
Sull'isola ci sono due approdi, situati uno a nord-est e uno a sud-est, e un grande faro costruito nel 1866. Il faro è sempre stato in attività, dotato di un congegno a sei lampeggianti, con un fascio luminoso che raggiungeva le due miglia marine. Alla fine del 2005, su intervento del sottosegretario alla difesa, il senatore Rosario Giorgio Costa, sono stati avviati lavori di ristrutturazione. Il nuovo impianto è entrato in attività il 26 marzo 2006 (alle 18.15) con una lampada da 1000 Watt alimentata da pannelli fotovoltaici. La sua portata oggi è di quasi 20 miglia marine. L'intervento di recupero, interamente a carico del Ministero della difesa, è costato 180.000 euro.
Nel 1997, con decreto del presidente del Consiglio dei ministri dell'11 agosto, all'epoca Romano Prodi, a seguito della legge finanziaria, l'isola di Sant'Andrea è stata inserita in un elenco di beni, predisposto su proposta del Ministero della difesa, dei quali veniva disposta la vendita a privati. Nel dicembre 2000, rappresentanti di partiti politici e di associazioni varie hanno però chiesto e ottenuto dal tribunale di Lecce la sospensione della vendita dell'isola di Sant'Andrea.
L'isola è stata inoltre qualificata di particolare interesse storico e artistico, ai sensi della legge n. 1089 del 1939, con nota del Ministero per i beni e le attività culturali.